# 五歲的心願
《五歲的心願》（韓語：오세암）是一部大韩民国宗教動畫電影。該片是根據已故作家丁埰琫的同名著作改編。
《五歲的心願》2003年在韓國上映，約有10萬人次進戲院觀賞，2004年獲得國際動畫電影節長片競賽單元最佳故事電影獎（安納西獎）。